# Klaaskinderkerke

Wapen van Klaaskinderkerke

Klaaskinderkerke (ook geschreven als Claeskinderkerke) is een voormalig dorp, heerlijkheid en gemeente in Schouwen-Duiveland in de Nederlandse provincie Zeeland, tussen Brouwershaven en Scharendijke. Het dorp werd aan het eind van de twaalfde eeuw gesticht door de kinderen van ene Klaas. De aan het einde van de dertiende eeuw gebouwde kerk was gewijd aan Nicolaas. Het dorp werd getroffen door de Allerheiligenvloed van 1570, waarna de bewoners niet terugkeerden. Het was tot 1813 een zelfstandige gemeente, waarna het werd ingedeeld bij Duivendijke.
Steden: Brouwershaven · Zierikzee

Dorpen: Bruinisse · Burgh · Dreischor · Ellemeet · Haamstede · Kerkwerve · Nieuwerkerk · Noordgouwe · Noordwelle · Oosterland · Ouwerkerk · Renesse · Scharendijke · Serooskerke · Sirjansland · Zonnemaire

Buurtschappen: Beldert · Brijdorpe · Burghsluis · Capelle · Den Osse · Elkerzee · Looperskapelle · Moriaanshoofd · Nieuw-Haamstede · Nieuwerkerke · Schuddebeurs · Westenschouwen · Zijpe

Voormalige gemeentes/plaatsen: Bloois · Bommenede · Duivendijke · Klaaskinderkerke · Rengerskerke en Zuidland · Viane

Zeeland: Steden en dorpen in Zeeland      Nederland: Provincies · Gemeenten